# Historia Brittonum
Historia Brittonum ili povijest Povijest Brita, povjesničarsko je djelo o domorodačkim Britima. Napisano je za vrijeme anglosaske vlasti, točnije oko 828. godine ili malo poslije. Tekst se do danas očuvao u nekoliko redakcija u rukopisima od 11. stoljeća i poslije. Djelo nije u potpunosti sastavljeno na stvarnim događajima, nego sadrži i legende. Ipak je i kao takav poslužio za izvor o povijesti Walesa i Engleske, jer nije bilo dovoljno drugih izvora.
Autorstvo se obično pripisuje velškom redovniku Neniju, jer je predgovor napisan u njegovim ime u određenim rukopisima. Novija istraživanja (Dumville, 1985.) odbacuju Nenijev predgovor kao krivotvorinu iz kasnijih razdoblja te navodi argumente u pravcu toga da je ovo djelo kompilacija nepoznatih autora. (Vidi autorstvo i datiranje Historie Brittonum). Konkretno, smatra se da je taj navodni Nenijev predgovor dodatak iz 10. stoljeća.

## Vanjske poveznice
- Rekonstruirani izvorni tekst prema Keith Fitzpatrick-Matthewsu
- Historia Brittonum na englesskom  Arhivirana inačica izvorne stranice od 27. srpnja 2009. (Wayback Machine)
- Historia Brittonum na latinskom
- Vortigern Studies, Robert Vermaat
- The Wonders of Britain: The de mirabilibus britanniae dio s detaljima  Arhivirana inačica izvorne stranice od 4. studenoga 2020. (Wayback Machine)